# Bajalica
Bajalica, prema pučkom vjerovanju posebni govorni obred u obliku čarobne formule, poznat i kao basma i molitvica, koju su pučke travarke i iscjeliteljice koristile u svrhu magijskog liječenja bolesti i odbijanja zlih sila. Osim u svrhu liječenja i skidanja uroka, bajalicama se koristilo kako bi se stupalo u kontakt s nadnaravnim silama.
Bajale su žene nad bolesnicima izgovarajući tajne i nerazumljive riječi i pritom prelijevale vodu iz jedne u drugu posudu, odnosno bacale u vodu gorući ugljen ili žeravicu ili pak križale nožem, usijanim žaračem i slično. Bajalice pripadaju verbalnoj magiji, posebnom dijelu magijske prakse koji se koristi uporabom izgovorene ili pisane riječi, koje najčešće čine tajni i skriveni dio usmene ili pismene magijske tradicije.